# خارج از حد (فیلم ۱۹۸۸)
خارج از حد یا فرامرز (به انگلیسی: Off Limits) فیلمی محصول سال ۱۹۸۸ و به کارگردانی کریستوفر کرو است. در این فیلم بازیگرانی همچون ویلم دفو، گرگوری هاینز، فرد وارد، آماندا پیز، اسکات گلن، دیوید آلن گرایر، کیث دیوید و ریچارد بروکس ایفای نقش کرده‌اند.